# Осколочен снаряд
Осколочен снаряд – артилерийски снаряд с основно предназначение поразяване на живата сила и небронираната военна техника на противника, решаване на ред други задачи. По сравнение с универсалния осколочно-фугасен снаряд от същия калибър обладава по-добро осколочно действие, но не може да бъде ефективно използван против фортификационни съоръжения. Наред с ударен взривател с моментално действие осколочните снаряди се снаддяват с разнообразни взриватели дистанционен тип в зависимост от тяхното предназначение. Например, за поражение на живата сила на противника е ефективна стрелбата с осколочни снаряди с радиовзривател, осигуряващ разрива на неголяма височинате над разположението на вражеските войници. За борба с въздушни цели се използват снаряди с взриватели, осигуряващи разрива им с изтичане на определено време полет, достигане на зададена висояина или минимално отдалечаване от целта.